# Осмінін Іван Якович
Іван Якович Осмінін (рос. Иван Яковлевич Осминин, близько 1787 — 28 серпня 1838 року) — російський кораблебудівник, корабельний майстер, побудував понад 35 судів різного класу і рангу, серед яких бриг «Меркурій» відзначений вищою нагородою для кораблів — кормовим Георгіївським прапором і перший 120-гарматний лінійний корабель Імператорського Чорноморського флоту «Варшава»; начальник корабельних інженерів і голова Облікового кораблебудівного комітету Імператорського Чорноморського флоту, полковник Корпусу корабельних інженерів.

## Ранні роки
У 1799 році Іван Осмінін поступив в Училище корабельної архітектури в Санкт-Петербурзі, де за успіхи в навчанні 19 жовтня 1803 був нагороджений золотим годинником. 17 серпня 1805 роки закінчив училище (перший випуск училища), проведений в драфцмани і чин 12 класу. Був відправлений у відрядження до Англії для підвищення кваліфікації.
У 1808 році, після завершення навчання в Англії, повернувся в Росію, де був призначений помічником корабельного майстра. У 1811 році став викладачем в Училищі корабельної архітектури. У 1813 році «по самонаіважнішій казенній потребі» поїхав у відрядження в Кенігсберг. Під час облоги Данцига займався ремонтом суден флотилії, яка бомбардувала місто. Був нагороджений Орденом Святого Володимира IV ступеня «за успішне виправлення флоту після битв, колишніх під час облоги міста Данцига».

## Служба в Севастопольському адміралтействі

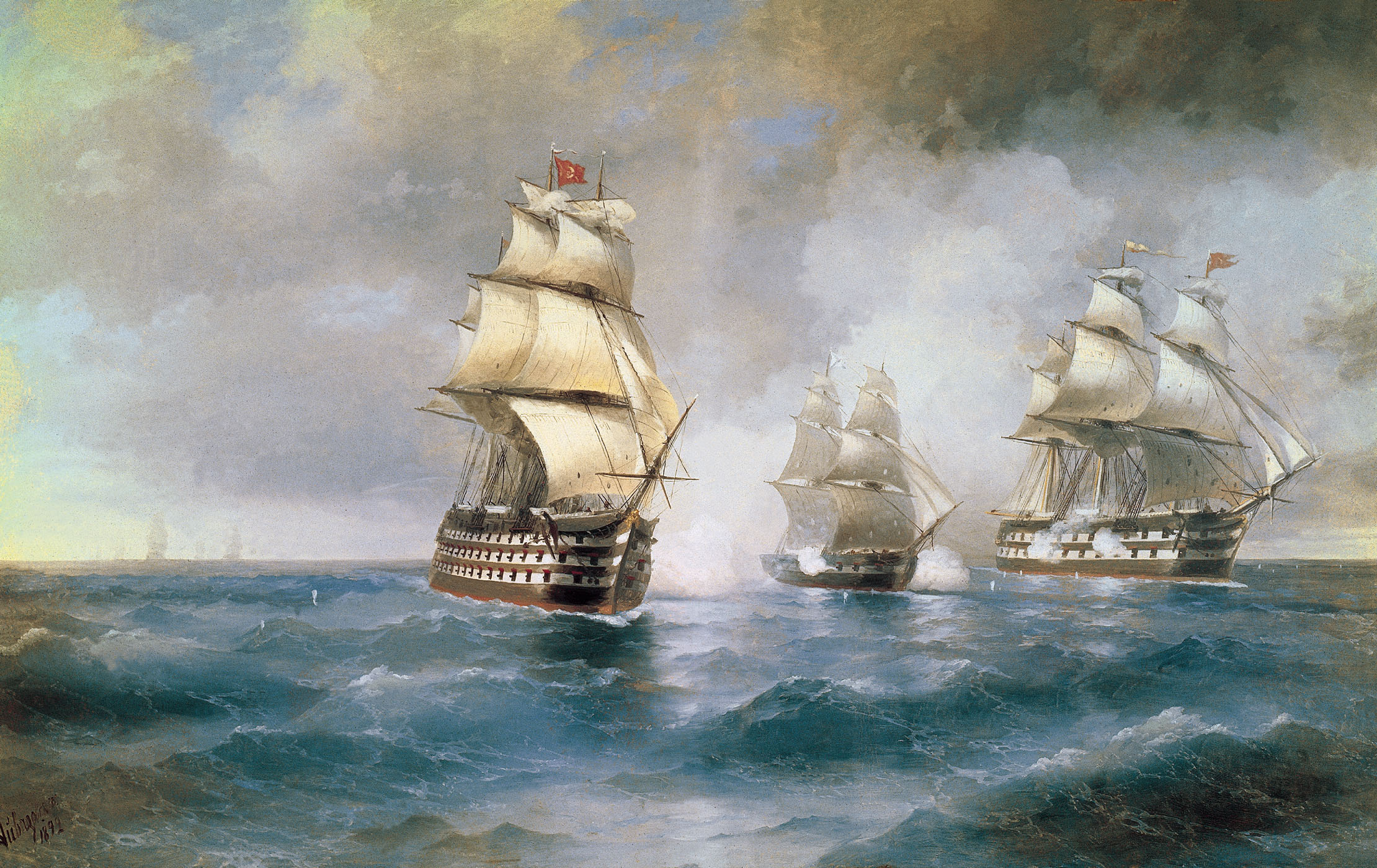
Іван Айвазовский. Бриг «Меркурій», атакований двома турецькими кораблями

2 березня 1817 Іван Якович Осмінін був проведений в 9 клас Табелю про ранги і переведений з Санкт-Петербурга в Миколаїв, а потім — в Севастополь. 28 лютого 1819 року в Севастопольському адміралтействі заклав з кримського дуба а 20-гарматний бриг «Меркурій» і 7 травня 1820 року спустив його на воду.
У травні 1829 року, під час Російсько-турецької війни (1828—1829 р.р.) бриг під командуванням капітан-лейтенанта О. І. Казарського здобув перемогу в нерівному бою з двома турецькими лінійними кораблями, чим увічнив своє ім'я і за що був нагороджений кормовим Георгіївським прапором.
У 1820 році Осмінін був проведений в корабельні майстри. 18 листопада 1820 заклав 6-гарматний транспорт «Лебідь» , а 19 листопада — 12-гарматний катер «Сокіл», завершив будівництво суден і спустив їх на воду в серпні 1821 року . У вересні 1821 року приступив до будівництва 34-гарматного шлюпа «Діана» . У 1822 році побудував 8-гарматну яхту «Голубка», яка використовувалася для опису берегів Чорного і Азовського морів  і люгер «Стела». У лютому 1822 за відзнаку був проведений в 8 клас Табелю про ранги.
У лютому 1823 року заклав 10-гарматну требаку «Качка» , у вересні того ж року спустив на воду шлюп «Діана» і відразу ж почав будівництво 6-гарматної бригантини «Єлисавета» (спущена на воду 19 липня 1824 року) . У 1825 році побудував 6-гарматний катер «Жайворонок» и заложил 36-пушечный фрегат «Рафаїл», в 1826 році спустив на воду 22-гарматний бриг «Пегас» і приступив до будівництва 10-гарматної бригантини «Нарцис».
23 лютого 1827 року, в зв'язку зі створенням згідно з указом імператора Миколи I від 14 грудня 1826 года Корпусу корабельних інженерів, Осмінін був переатестований в підполковники даного корпусу. 15 грудня 1829 завершив будівництво і спустив на воду бригантину «Нарцис» . Всі тринадцять кораблів, побудовані Осмініним за десять років на корабельнях Севастопольського адміралтейства, увійшли до складу Чорноморського флоту і брали участь у Російсько-турецькій війні 1828—1829 років..

## Служба в Миколаївському адміралтействі
Командувач Чорноморським флотом адмірал О. С. Грейг високо цінував кораблебудівну діяльність І. Я. Осмініна. У 1830 році адмірал дав йому блискучу атестацію і клопотав про присвоєння йому чину полковника з подальшим переведенням в місто Миколаїв. 15 січня 1830 року Осмінін отримав чин полковника і був переведений в Миколаївське адміралтейство.
У травні 1829 року І. Я. Осмінін заклав в Спаському адміралтействі Миколаєва 84-гарматний лінійний корабель «Пам'ять Євстафія», який спустив на воду 24 серпня 1830 року.
З 1829 року Осмінін приступив до будівництва пароплавів в Миколаївському адміралтействі. 21 лютого заклав колісний 14-гарматний пароплав «Громоносець» водотоннажністю 518 тонн. Пароплав будувався з дубового і частково соснового лісу. На пароплаві були встановлені дві парові машини заводу Берда загальною потужністю 100 номінальних к. с. Пароплав був спущений на воду 26 жовтня 1830 року. За чотири місяці 1830 року збудував ще один дерев'яний колісний пароплав «Везувій», встановивши на нього дві парові машини заводу Берда загальною потужністю 37 к. с. і один мідний паровий котел, зняті з однойменного старого пароплава.
У 1830—1832 роках будував в Миколаєві два 24-гарматних корвети «Сізополь» і «Пендераклія» , дві 10-гарматні яхти «Рєзвая»  і «Сатуново» , 12-гарматні люгери «Геленджик» і «Поті» , транспорти «Слон» і «Чапман» , керував будівництвом двох 12-гарматних шхун «Кур'єр» і «Вісник», які будував суднобудівник Г. Іванов . 30 березня 1832 заклав в Миколаївському адміралтействі перший на Чорному морі 120-гарматний лінійний корабель «Варшава», спроєктований О. С. Грейгом. Паралельно з будівництвом «Варшави» будував 7 іолів і флашхоут «Дуб». 6 листопада 1833 року спустив на воду лінійний корабель «Варшава» і був нагороджений Орденом Святої Анни II ступеня. Всього за чотири роки роботи в Миколаєві Осмінін побудував 23 судна, які увійшли до складу Чорноморського флоту.
У 1834 році Осмінін був призначений виконувачем обов'язки начальника корабельних інженерів Чорноморського флоту, був головою облікового кораблебудівного комітету Чорноморського флоту.
Помер 28 серпня 1838 року.